# فرد فان دوسن
فرد فـان دوسن (بالإنجليزية: Fred Van Dusen)‏ هو لاعب كرة قاعدة أمريكي، ولد في 31 يوليو 1937 في جاكسون هايتس ‏ في الولايات المتحدة، وتوفي في 1 يونيو 2018.

## وصلات خارجية
- فرد فـان دوسن على موقعبيزبول رفرنس.كوم (الدوري الرئيسي) (الإنجليزية)
- فرد فـان دوسن على موقعبيزبول رفرنس.كوم (الدوري الثانوي) (الإنجليزية)